# كاستروب راوكسل
كاستروب راوكسل (بالألمانية: Castrop-Rauxel) هي بلدة ألمانية و تقع في ألمانيا في ركلنهاوزن. يقدر عدد سكانها بـ 76,008 نسمة .

## المدن التوأمة
مدن ويكفيلد، فانسان، كووبيو، دلفت، تسيهدينك، تريكالا، زونغولداق، ويكفيلد ‏ و Nowa Ruda هي مدن توأمة لـكاستروب راوكسل.

## أعلام
- ماثياس شيبر
- مونيكا بارز
- تورستن هوفمان
- ديتير هيكينغ
- كلاوس فيشتل